# Göyəzən Qazax
Göyəzən Qazax – azerski klub piłkarski, mający siedzibę w mieście Qazax, w północno-zachodniej części kraju, działający w latach 1978–2017.

## Historia
Chronologia nazw:
- 1978: Göyəzən Qazax
- 1993: OİK-Göyəzən Qazax
- 1997: klub rozwiązano
- 2003: Göyəzən Qazax
- 2017: klub rozwiązano

Klub sportowy Göyəzən Qazax został założony w miejscowości Qazax w 1978 roku. Zespół rozpoczął rywalizację w mistrzostwach Azerbejdżańskiej SRR. W 1986 roku zdobył mistrzostwo. W 1987 debiutował we Wtoroj lidze Mistrzostw ZSRR (D3), zajmując 14.miejsce w grupie 9. W następnym sezonie 1988 uplasował się na 5.pozycji w grupie 9. Na trzecim poziomie radzieckiej piramidy piłkarskiej grał do 1991.
Po uzyskaniu niepodległości przez Azerbejdżan w 1992 debiutował w najwyższej lidze, zwanej Yüksək Liqa. Debiutowy sezon 1992 zakończył na 12.pozycji w grupie B i w rundzie drugiej walczył w grupie spadkowej, gdzie został sklasyfikowany na końcowym 23.miejscu i spadł do pierwszej ligi. W 1993 roku połączył się sportowym klubem armii (OİK) i w sezonie 1993/94 startował w Birinci Dəstə, gdzie najpierw wygrał grupę C, a potem w turnieju finałowym był trzecim w grupie B, uzyskując końcową piątą lokatę. W kolejnych dwóch sezonach plasował się na czwartej pozycji w ligowej tabeli. Po zakończeniu sezonu 1996/97 uzyskał czwartą lokatę w grupie A pierwszej ligi. Ale przez problemy finansowe zrezygnował z dalszych rozgrywek i został rozwiązany.
W 2003 klub został reaktywowany z historyczną nazwą Göyəzən Qazax. W sezonie 2003/04 startował w Birinci Dəstə, zajmując drugie miejsce, i został promowany do Yüksək Liqa. Sezon 2004/05 na najwyższym poziomie zakończył na 11.pozycji, a w następnym sezonie zajął ostatnie 14.miejsce i spadł z powrotem do pierwszej ligi, która w 2008 zmieniła nazwę na Birinci Divizionu. Po zakończeniu sezonu 2016/17 zajął ostatnią 14.pozycję w pierwszej lidze i spadł do ligi regionalnej. Ale zrezygnował z dalszych występów i został rozwiązany.

## Barwy klubowe, strój
|  |  |

Klub ma barwy biało-zielone. Zawodnicy domowe spotkania zazwyczaj grają w białych koszulkach, białych spodenkach oraz białych getrach.

## Sukcesy

### Trofea międzynarodowe
Nie uczestniczył w rozgrywkach europejskich (stan na 31-05-2019).

### Trofea krajowe
Azerbejdżan
| \| \| Zdobyte trofea w rozgrywkach Azerbejdżanu (stan na: 31-05-2019) \| |                                                                 |      |          |
| Rozgrywki                                                                | Osiągnięcie                                                     | Razy | Sezon(y) |
| Mistrzostwo                                                              | I miejsce                                                       | 0    |          |
| Mistrzostwo                                                              | II miejsce                                                      | 0    |          |
| Mistrzostwo                                                              | III miejsce                                                     | 0    |          |
| Mistrzostwo                                                              | 11.miejsce                                                      | 1    | 2004/05  |
| Puchar                                                                   | zdobywca                                                        | 0    |          |
| Puchar                                                                   | finalista                                                       | 0    |          |
| Puchar                                                                   | półfinalista                                                    | 1    | 1993/94  |
| II liga                                                                  | I miejsce                                                       | 0    |          |
| II liga                                                                  | II miejsce                                                      | 1    | 2003/04  |
| II liga                                                                  | III miejsce                                                     | 1    | 2006/07  |
| Azerbejdżan                                                              | Zdobyte trofea w rozgrywkach Azerbejdżanu (stan na: 31-05-2019) |      |          |

ZSRR
| \| \| Zdobyte trofea w rozgrywkach Związku Radzieckiego (stan na: 31-12-1992) \| |                                                                         |      |                  |
| Rozgrywki                                                                        | Osiągnięcie                                                             | Razy | Sezon(y)         |
| Mistrzostwo                                                                      | I miejsce                                                               | 0    |                  |
| Mistrzostwo                                                                      | II miejsce                                                              | 0    |                  |
| Mistrzostwo                                                                      | III miejsce                                                             | 0    |                  |
| Puchar                                                                           | zdobywca                                                                | 0    |                  |
| Puchar                                                                           | finalista                                                               | 0    |                  |
| Puchar                                                                           | 1/32 finału                                                             | 2    | 1989/90, 1991/92 |
| II liga                                                                          | I miejsce                                                               | 0    |                  |
| II liga                                                                          | II miejsce                                                              | 0    |                  |
| II liga                                                                          | III miejsce                                                             | 0    |                  |
|                                                                                  | Zdobyte trofea w rozgrywkach Związku Radzieckiego (stan na: 31-12-1992) |      |                  |

- Wtoraja liga (D3):
  - 5.miejsce (1x): 1988 (gr.9)

- Mistrzostwo Azerbejdżańskiej SRR:
  - mistrz (1x): 1986

## Poszczególne sezony

### Rozgrywki międzynarodowe

#### Europejskie puchary
Nie uczestniczył w rozgrywkach europejskich.

### Rozgrywki krajowe
ZSRR
| \| \| Bilans występów klubu w rozgrywkach piłkarskich Związku Radzieckiego (Stan na 31 grudnia 1992 r.) \| |                                                                                                   |        |       |   |   |   |    |    |     |           |        |        |      |
| Poziom | Rozgrywki                                                                                         | Sezony | Mecze | Z | R | P | B+ | B– | Pkt | Lata      | Awanse | Spadki | Naj. |
| I | Wysszaja liga                                                                                     | 0      |       |   |   |   |    |    |     |           |        |        |      |
| II | Pierwaja liga                                                                                     | 0      |       |   |   |   |    |    |     |           |        |        |      |
| III | Wtoraja liga                                                                                      | 5      |       |   |   |   |    |    |     | 1987–1991 | 0      | 0      | 5    |
| IV | Wtoraja nizszaja liga                                                                             | 0      |       |   |   |   |    |    |     |           |        |        |      |
| | Puchar ZSRR                                                                                       | 2      |       |   |   |   |    |    |     |           |        |        | 1/32 |
| | Bilans występów klubu w rozgrywkach piłkarskich Związku Radzieckiego (Stan na 31 grudnia 1992 r.) |        |       |   |   |   |    |    |     |           |        |        |      |

Azerbejdżan
| \| Azerbejdżan \| Bilans występów klubu w rozgrywkach piłkarskich Azerbejdżanu (Stan na 31 maja 2019 r.) \| \| |                                                                                        |        |       |   |   |   |    |    |     |                               |        |        |      |
| Poziom | Rozgrywki                                                                              | Sezony | Mecze | Z | R | P | B+ | B– | Pkt | Lata                          | Awanse | Spadki | Naj. |
| I | Yüksək Liqa                                                                            | 3      |       |   |   |   |    |    |     | 1992, 2004–2006               | 0      | 2      | 11   |
| II | Birinci Dəstə/ Birinci Divizionu                                                       | 16     |       |   |   |   |    |    |     | 1993–1997, 2003/04, 2006–2017 | 0      | 0      | 2    |
| | Puchar Azerbejdżanu                                                                    | 7      |       |   |   |   |    |    |     | 1993–1996, 2003–2006          | 0      | 0      | 1/2  |
| Azerbejdżan | Bilans występów klubu w rozgrywkach piłkarskich Azerbejdżanu (Stan na 31 maja 2019 r.) |        |       |   |   |   |    |    |     |                               |        |        |      |

## Struktura klubu

### Stadion
Klub piłkarski rozgrywał swoje mecze domowe na Stadionie Miejskim im. Anatolija Baniszewskiego w Qazax o pojemności 3500 widzów.

## Kibice i rywalizacja z innymi klubami

### Derby
- Turan Tovuz